# Thysanina scopulifer
Espèce
Synonymes
- Trachelas scopulifer Simon, 1896

Thysanina scopulifer est une espèce d'araignées aranéomorphes de la famille des Trachelidae.

## Distribution
Cette espèce est endémique du Cap-Occidental en Afrique du Sud,.

## Description
La femelle holotype mesure 4 mm.
Les mâles mesurent de 2,63 à 2,73 mm et les femelles de 3,98 à 4,20 mm.

## Systématique et taxinomie
Cette espèce a été décrite sous le protonyme Trachelas scopulifer par Simon en 1896. Elle est placée dans le genre Thysanina par Haddad et Lyle en 2025.

## Publication originale
- Simon, 1896 : « Descriptions d'arachnides nouveaux de la famille des Clubionidae. » Annales de la Société Entomologique de Belgique, vol. 40, p. 400-422 (texte intégral).